# Karwinskia latifolia
Karwinskia latifolia är en brakvedsväxtart som beskrevs av Paul Carpenter Standley. Karwinskia latifolia ingår i släktet Karwinskia och familjen brakvedsväxter. Inga underarter finns listade i Catalogue of Life.